# Patentanker

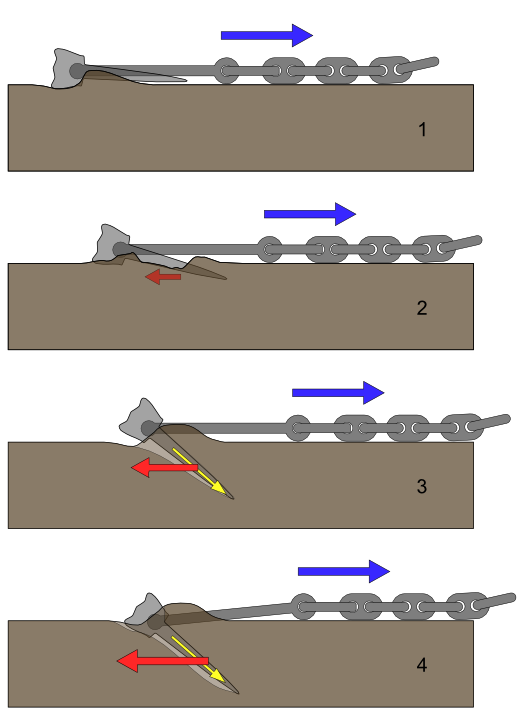
Patentanker beim Einfahren (Eingraben) in den Grund

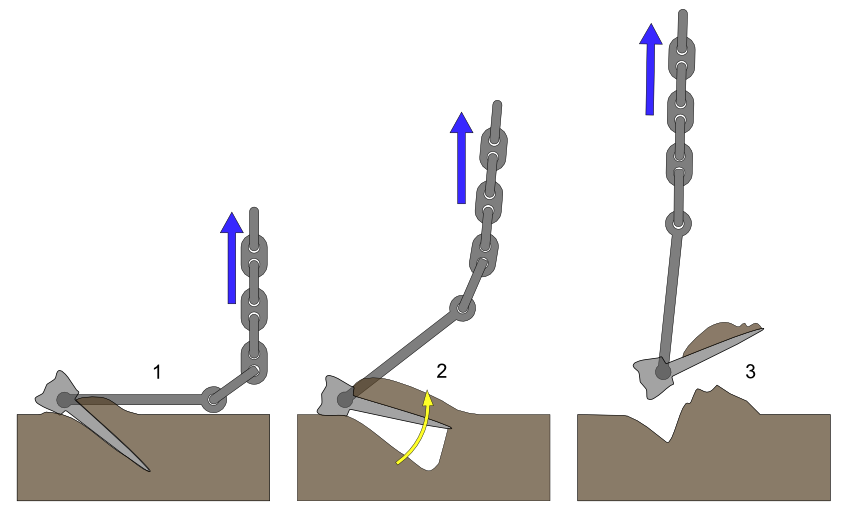
Patentanker beim Ausbrechen aus dem Grund

Ein Patentanker ist ein Anker, der seine Haltekraft dadurch bezieht, dass er sich bei annähernd waagerechtem Zug in den Boden eingräbt. Sie gehören immer den stocklosen Ankern an. Das heißt, sie haben am oberen Ende des Schaftes, unterhalb des Rorings, keinen quer zu den Flunken gehenden Stock.
Der in den Bildern unten links dargestellte Patentanker (Hallanker) hat zwei bewegliche Flunken, die sich durch waagerechten Zug und durch ihr Eigengewicht in den Meeresboden eingraben und so der  Ankerkette Halt geben. Die Flunken neigen sich hierbei um bis zu 45 Grad entgegen dem Schaft. Um waagerechten Zug zu gewährleisten, muss beim Ankern je nach Wind und Seegang die Kettenlänge etwa der drei- bis fünffachen Wassertiefe entsprechen. Wird der Anker beim Aufholen in die Senkrechte gerissen, lösen sich die Flunken aus dem Boden, so dass der Anker ausbricht.
Patentanker sind heutzutage die meistverwendeten Anker für seegehende Schiffe, da Gewichtsanker, die ihre Haltekraft im wesentlich aus dem Eigengewicht beziehen, bei den heutigen Schiffsgrößen nicht mehr ausreichen.
Auch in der Binnenschifffahrt hat sich diese Art des Ankers größtenteils durchgesetzt. Patentanker sind im aufgeholten Zustand flach anliegend und werden in der Ankertasche oder dem Klüsenrohr so verstaut, dass kein Teil über die Bordwand hinaus ragt. Dies wird von der Verkehrsvorschrift gefordert. Ein kompliziertes Ankergeschirr mit einem Ankerkran, Ankerdavit genannt, wird ebenfalls überflüssig. 
Die Konstruktion der Patentanker ist zum Teil durch Patente geschützt. Der Hersteller ist dann oftmals namensgebend für den jeweiligen Anker. 
Eine Auswahl von gebräuchlichen Patentankern sind Danforth-Anker, Klippanker, HaDu-Anker, D'Hone-Anker, Hallanker, Poolanker (Poolanker Hiholding), Heuss-Anker, Pflugschar-Anker.

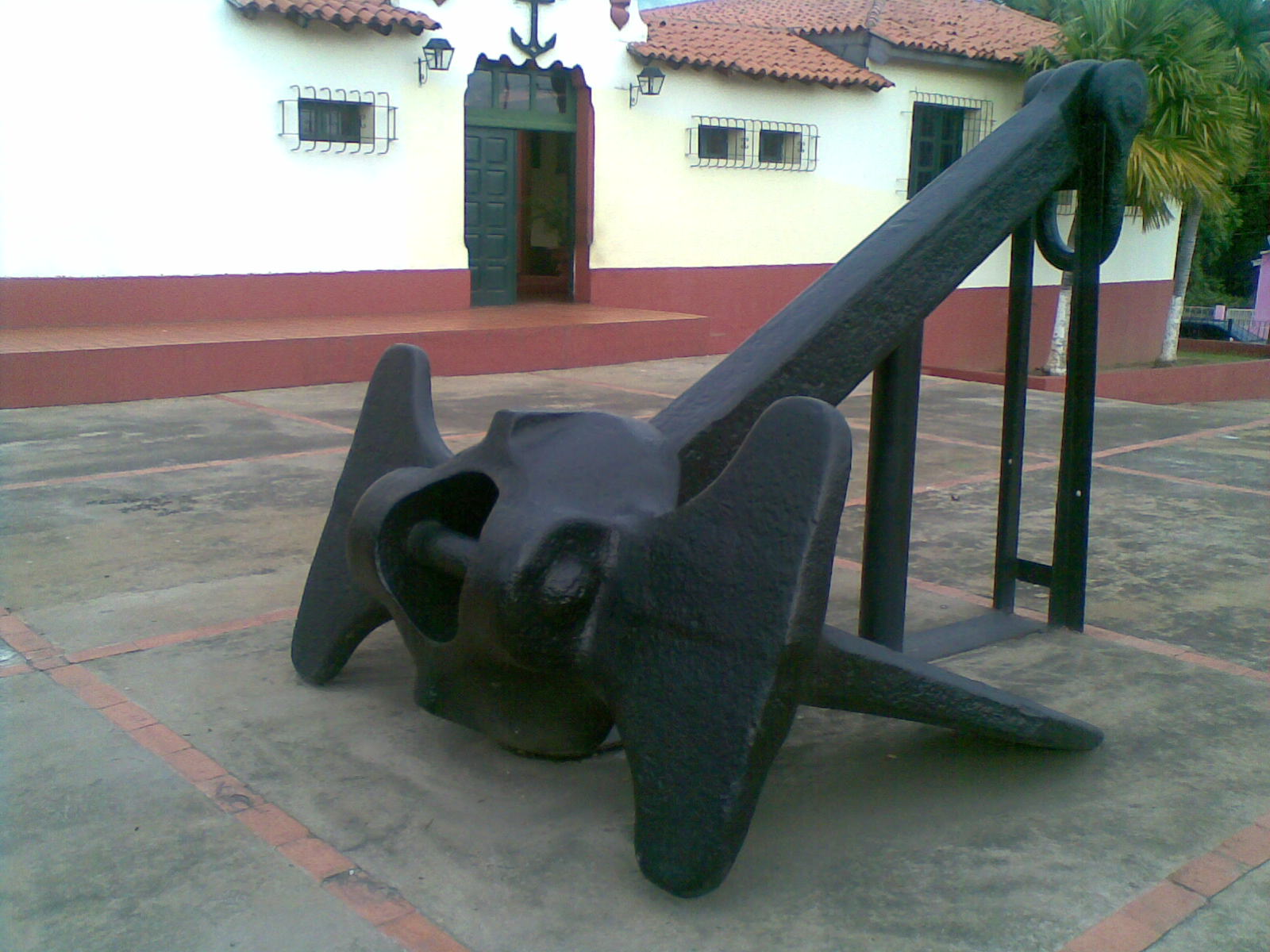
Hallanker mit beweglichem Schaft
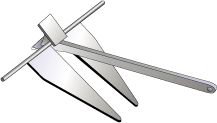
Danforth-Anker
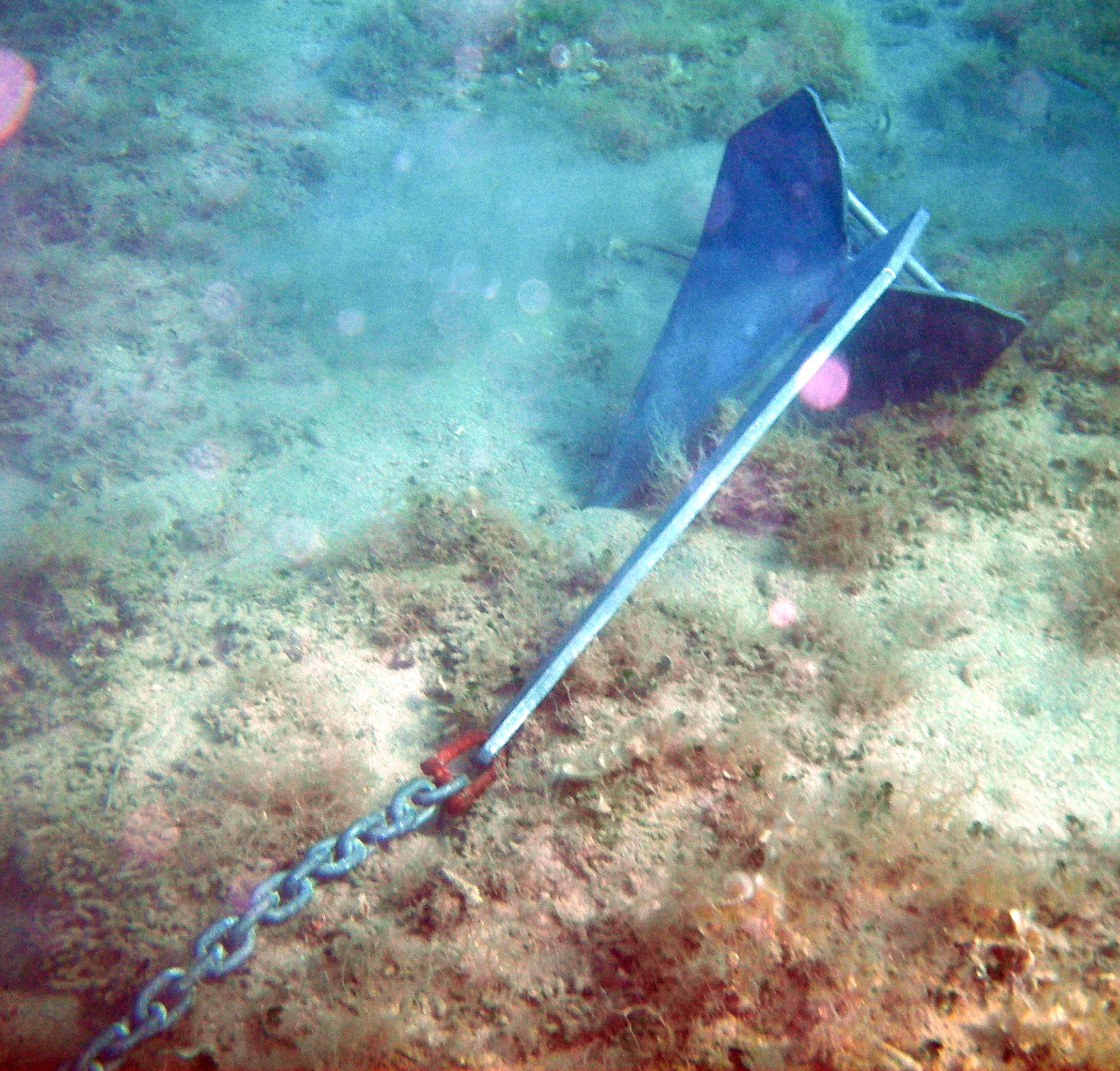
Pflugschar-Anker, CQR-Anker